# Hugo Bonatti (Schriftsteller)
Hugo J. Bonatti (* 1. April 1933 in Innsbruck) ist ein österreichischer Schriftsteller.

## Leben
Der Volksschullehrer begann seine literarische Tätigkeit Mitte der 1950er Jahre. Erste Veröffentlichungen erfolgten in den 1960ern. Mit Irrlichter erschien 1972 sein erstes Buch. In erster Linie ist er ein Prosaautor, er schreibt aber auch Gedichte, verfasst Dramen und schreibt Artikel und Rezensionen für die Presse. Zahlreiche Lesereisen führten den Autor unter anderem durch Kroatien, Polen, Slowenien nach New York oder Prag. In seiner Funktion als Vizepräsident der Sektion Tirol des Österreichischen P.E.N.Clubs und Vorstandsmitglied des Turmbunds nimmt Bonatti eine wichtige Stellung im literarischen Leben Tirols ein. Bonatti wirkte in Rundfunksendungen für Radio Tirol mit.
Bonatti bezeichnet sich selbst als „verhinderten Musiker“. Seine Prosa ist gekennzeichnet von musikalischen Elementen, so verwendet er Kompositionstechniken in seinen Sprechoratorien, u. a. in der Missa 'Eleison et da Requiem' , Megapolis und Crucifige.

## Auszeichnungen
- 1966 Kunstpreis der Stadt Innsbruck für Erzählende Dichtung

## Werke

### Bücher
- Irrlichter. Prosa der Zeit. Vorw.: Hermann Kuprian. (Klappentext: Helmut Schinagl). Österreichische Verlagsanstalt, Wien 1972
- Politik, sagte er. Skizzen und Essays. Österreichischer Kulturverlag, Thaur/Tirol 1979 (Turm-Reihe 7)
- Das Tal der Häßlichen [Roman]. Vorw.: Helmut Schinagl. Bläschke, Darmstadt / St. Michael 1984
- Der Nihilist. Ein Ikarus [Momentaufnahmen aus dem Leben zweier Existenzen. Psychographischer Roman]. Edition Mosaic, Wien [u. a.] 1997

### Stücke
- Der Antichrist – eine moderne Passion. Regie: Hans Berger. UA: Kammerspiele. Innsbruck 1977
- Messe für Sprecher, Sprachchor und Stimmen. Regie: Hugo Bonatti. UA: durch Schüler der Handelsschule und Akademie Kitzbühel. Neustift 1990
- Wendekreis oder Die Überwindung Becketts. Regie: Hans Berger. UA: 1. Innsbrucker Literatursommer, Bierstindl. Innsbruck 1990